# Chapelle Saint-Luc d'Oulu
 (février 2024).
La Chapelle Saint-Luc (finnois : Pyhän Luukkaan kappeli) est une chapelle située dans le quartier de Linnanmaa à Oulu en Finlande.

## Description
La chapelle est construite en 1988 sur le campus de Linnanmaa de l'Université d'Oulu.
Une salle de réunions et une salle paroissiale lui sont ajoutées en 2003.